# John Hanson (politik)
John Hanson (14. dubna 1721, Maryland – 15. listopadu 1783, Maryland) byl americký politik a obchodník z Marylandu v době americké revoluce. V roce 1779 byl Hanson zvolen delegátem kontinentálního kongresu poté, co pracoval v nejrůznějších funkcích pro Patrioty v Marylandu. V roce 1781 podepsal Articles of Confederation poté, co také Maryland přistoupil k jejich ratifikaci. V listopadu 1781 byl zvolen prvním prezidentem Konfederačního kongresu (někdy se stylizoval do role prezidenta Spojených států v Kongresu). Z tohoto důvodu někteří z Hansonových životopisců tvrdí, že byl vlastně prvním držitelem úřadu prezidenta.

## Životopis
John Hanson se narodil ve farnosti Port Tobacco v Charles County v provincii Maryland 14. dubna 1721. Zdroje publikované před genealogickou studií z roku 1940 někdy uváděly datum jeho narození jako 13. dubna nebo jeho rok narození 1715.
Hanson se narodil na plantáži zvané „Mulberry Grove“ do bohaté a prominentní rodiny. Jeho rodiči byli Samuel (asi 1685–1740) a Elizabeth (Storey) Hanson (asi 1688–1764). Samuel Hanson byl farmář, vlastnil více než 1 000 akrů (4,0 km²) a zastával různé politické funkce, včetně dvou funkčních období v Marylandském Valném shromáždění.
John Hansonův dědeček, také jménem John, přišel do Charlese County v Marylandu jako nevolník kolem 1661. V roce 1876 spisovatel jménem George Hanson napsal, že John Hanson pocházel z rodiny švédsko-američanů a byl jedním ze čtyř švédských bratrů, kteří emigrovali do Nového Švédska v roce 1642. Tento příběh byl často uváděn i v dalších letech, ale vědecký výzkum na konci 20. století ukázal, že John Hanson z této rodiny nepocházel.
O Hansonově mládí je známo málo, pravděpodobně soukromě studoval. Stejně jako jeho otec byl farmářem, majitelem otroků a veřejným činitelem. Často je uváděn jako John Hanson junior, aby byl odlišen od jiného muže stejného jména.
Kolem roku 1744 se oženil s Jane Contee (1728–1812), dcerou Alexandra Contee (1692–1740). John a Jane měli společně osm dětí, včetně:
Jane Contee Hanson (1747–1781), která se provdala za Filipa Thomase (1747–1815)
Peter Contee Hanson (1748–1776), který zemřel v bitvě o Fort Washington během americké revoluční války.
Alexander Contee Hanson senior (1749–1806), který se stal spisovatelem a pozoruhodným esejistou. Alexander Hanson je někdy zaměňován se svým synem, Alexanderem Contee Hansonem juniorem (1786–1819), který se stal redaktorem novin a americkým senátorem.

### Politická kariéra
Hansonova politická kariéra začala v roce 1750 kdy byl jmenován šerifem okresu Charles County. V roce 1757 reprezentoval Charles County v dolní komoře Maryland General Assembly (generálního shromáždění). Pracoval zde více než dvanáct roků, byl aktivní v mnoha důležitých výborech. Maryland byl proprietární kolonií a Hanson se spojil se stranou, která se postavila proti jakémukoli rozšíření moci proprietárních guvernérů na úkor zvolené dolní komory. Byl hlavním oponentem Stamp Act z roku 1765 a předsedal výboru, který vypracoval pokyny pro delegáty Marylandu na Stamp Act Congress. (Kontinentální kongres konaný v New Yorku od 7. října do 25. října 1765, známý jako Continental Congress of 1765 jako reakce na Stamp Act (Kolkový zákon (1765) a Townshend Act (Townshendovy zákony). Na protest proti Townshend Acts byl Hanson v roce 1769 jedním ze signatářů usnesení, které bojkotovalo britské dovozy, dokud nebyly tyto zákony zrušeny.

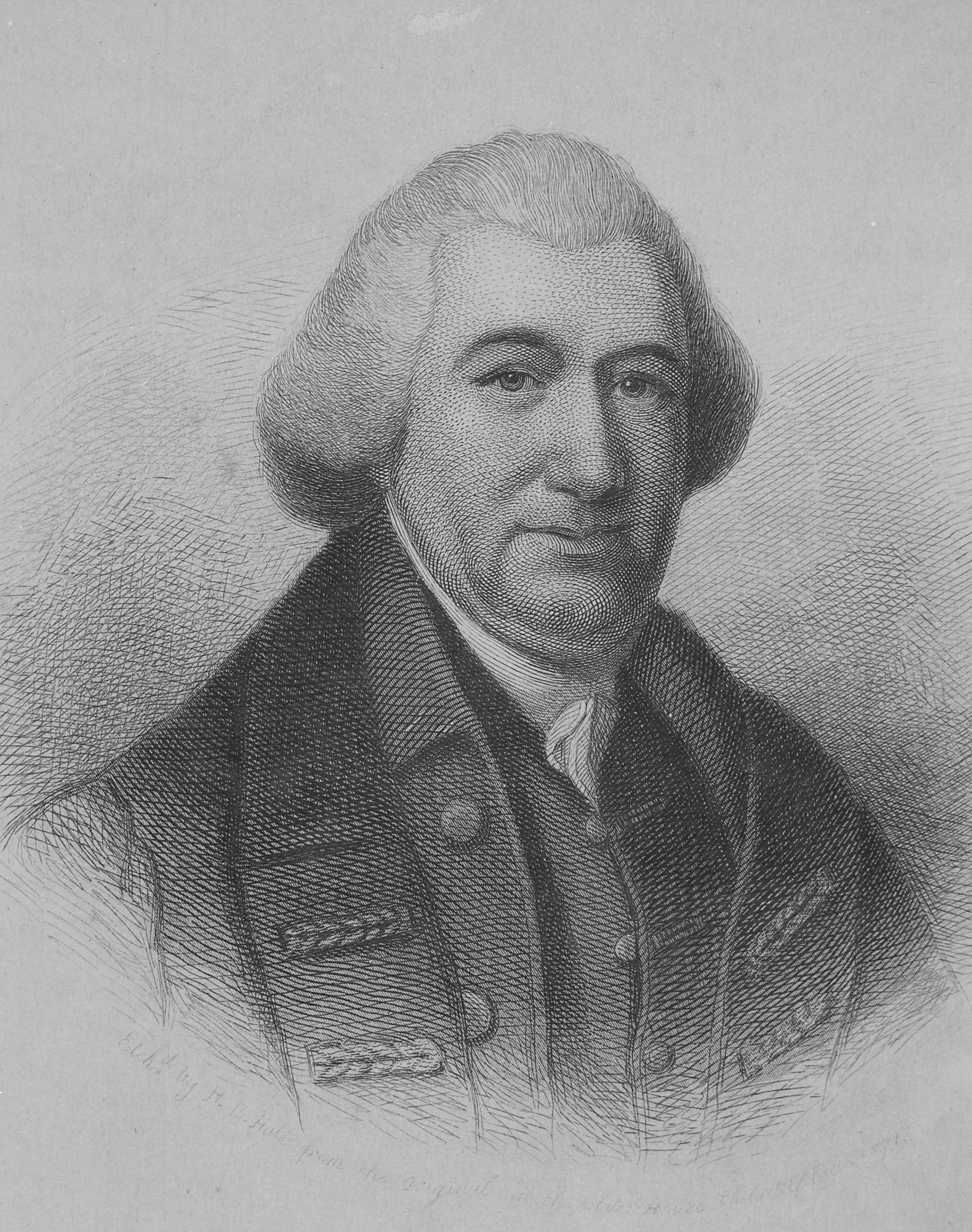
Lept portrétu Johna Hansona podle portrétu od Charlese Willsona Pealeho, 1781–1782

Hanson změnil svůj postoj v roce 1769, sledoval zřejmě vlastní obchodní zájmy. Rezignoval na svou funkci v General Assembly, prodal svou půdu v okrese Charles County a přestěhoval se do okresu Frederick v západním Marylandu. Tam pracoval v různých funkcích, jako zástupce inspektora či šerifa, a také byl pokladníkem okresu.
Když se vztahy mezi Velkou Británií a koloniemi dostaly do krize v roce 1774, stal se Hanson jedním z předních Patriotů ve Frederick County. Předsedal shromáždění, které přijalo rezoluci proti zákonu Boston Port Act. V roce 1775 byl delegátem Maryland Convention (Marylandské úmluvy). S ostatními delegáty podepsal 26. července 1775 dokument Association of Freemen. Dokument vyjádřil naději na smíření s Velkou Británií, ale také vyzval k vojenskému odporu při vymáhání donucovacích zákonů (Intolerable Acts).
Se vzrůstajícím nepřátelstvím mezi Británií a koloniemi Hanson předsedal ve Frederick County výboru Committees of Safety (výboru pro bezpečnost), což byla část organizace Patriotů, která převzala kontrolu nad místní správou. Hanson, zodpovědný za nábor a vyzbrojování vojáků, se ukázal jako vynikající organizátor a Frederick County poslal první jednotky, aby se připojily k armádě George Washingtona. Protože finanční prostředky byly vzácné, Hanson často platil vojákům a hradil i jiné výdaje z vlastních peněz. V červnu 1776 Hanson předsedal schůzi okresu Frederick County, která naléhala na provinční vůdce v Annapolisu, aby pověřili delegáty Marylandu na kontinentálním kongresu, aby vyhlásili nezávislost na Velké Británii.„ Zatímco Kongres pracoval na Deklaraci nezávislosti, Hanson byl ve Frederick County, kde „vyráběl kulomety, skladoval prach, hlídal vězně, získával peníze a vojáky“, jednal s konzervativci a řešil nesčetné další úkoly, které souvisely s jeho funkcí předsedy ve výboru pro bezpečnost.
Hanson byl zvolen do reformované Maryland House of Delegates (sněmovny delegátů) v roce 1777 pro první z pěti volebních období. V prosinci 1779 poslanecká sněmovna jmenovala Hansona jako delegáta druhého kontinentálního kongresu; ve Filadelfii tak pracoval od června 1780. Do Filadelfie přišel s pověstí hlavního finančníka revoluce ze západního Marylandu, a brzy byl členem několika výborů zabývajících se financemi.
Když byl Hanson zvolen do Kongresu, Maryland se zdržel ratifikace stanov konfederace. Důvodem byly problémy s nároky ostatních států na západní území. Po vyřešení neshod se zákonodárný sbor Marylandu v lednu 1781 rozhodl stanovy ratifikovat. Když Kongres obdržel oznámení o ratifikaci, Hanson se připojil k Danielovi Carrollovi a podepsal dokument Články konfederace a trvalé unie za stát Maryland 1. března 1781. Tímto aktem dokument oficiálně vstoupil v platnost. O mnoho let později někteří životopisci tvrdili, že Hanson se zasloužil o kompromis při řešení sporu kolem ratifikace Článků, ale podle historika Ralpha Leveringa neexistuje žádný důkaz o Hansonových názorech nebo činech při řešení sporu.

### Prezident konfederačního kongresu
Dne 5. listopadu 1781 Konfederační kongres zvolil Hansona svým prezidentem. Podle dokumentu Články konfederace a trvalé unie neměly Spojené státy žádný výkonný orgán; prezident Kongresu byla pouze formální funkce, ale úřad vyžadoval, aby Hanson sloužil jako neutrální moderátor diskuse, zpracovával oficiální korespondenci a podepisoval dokumenty. Hanson shledal práci únavnou a zvažoval rezignování po pouhém týdnu, zdůvodňoval to špatným zdravím a rodinnými povinnosti. Kolegové ho naléhavě vyzývali, aby zůstal, protože Kongresu v té chvíli chybělo kvórum, aby mohl zvolit jeho nástupce. Jeho smysl pro povinnost jej přinutil zůstat ve funkci , ačkoli jeho funkční období delegáta do Kongresu téměř skončilo. Dne 28. listopadu 1781 ho Maryland Assembly znovu zvolilo za delegáta, a tak Hanson nadále pracoval jako prezident až do 4. listopadu 1782.
Články konfederace stanovily, že prezidenti Kongresu jsou voleni na jednoroční období, a Hanson se stal prvním, kdo se tím řídil.  V rozporu s tvrzeními některých jeho pozdějších zastánců však nebyl prvním prezidentem, který pracoval podle pravidel Článků a ani prvním kdo byl podle těchto pravidel zvolen. Když Články vstoupily v platnost v březnu 1781, Kongres se nezvolil nového prezidenta; místo toho Samuel Huntington pokračoval ve funkci i když překročil jednoroční lhůtu. Dne 9. července 1781 se Samuel Johnston stal prvním mužem, který byl po ratifikaci článků zvolen prezidentem druhého Kontinentálního kongresu. Johnston funkci odmítl, zřejmě proto aby se mohl zúčastnit voleb v Severní Karolíně, kde se stal šestým guvernérem státu.  Poté, co Johnston funkci odmítl, byl zvolen Thomas McKean. McKean sloužil jen několik měsíců, rezignoval v říjnu 1781 poté, co slyšel zprávy o britském kapitulaci v Yorktownu. Kongres ho požádal, aby zůstal ve funkci až do listopadu, kdy mělo být zahájeno nové zasedání Kongresu. Jedním ze velkých okamžiků Hansonova předsednictví byl den, kdy George Washington na Kongres donesl meč britského generála Charlese Cornwallise, 1. markýze z Cornwallisu. Z veřejného života Hanson odešel po skončení svého ročního funkčního období prezidenta Kongresu. Zemřel 15. listopadu 1783, při návštěvě Oxon Hill Manor v kraji Prince George's v Marylandu, na plantáži svého synovce Thomase Hawkinsa Hansona a byl tam i pohřben. Hanson vlastnil v době své smrti nejméně 223 akrů půdy a 11 otroků.

### Odkaz

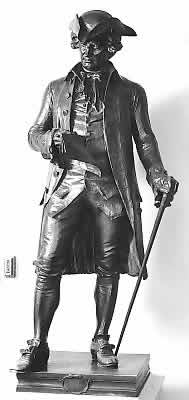
Bronzová socha Johna Hansona v National Statuary Hall Collection, autor Richard E. Brooks

V roce 1898, Douglas H. Thomas, Hansonův potomek, napsal životopis propagující Hansona jako prvního skutečného prezidenta Spojených států. Thomas se stal „hnací silou“ výběru Hansona jako jednoho ze dvou osob, které by zastupovaly Maryland ve sbírce National Statuary Hall ve Washingtonu, D.C..  Hanson se zpočátku nedostal do užšího výběru, ale byl později zařazen na základě lobování Marylandské historické společnosti. V roce 1903 byly bronzové sochy Johna Hansona a Charlese Carrolla vytvořené sochařem Richard E. Brooksem zařazeny do sbírky Statuary Hall. Malé verze obou soch jsou umístěny na prezidentově stole v senátu Maryland State House.
Někteří historici zpochybňovali vhodnost výběru Johna Hansona jako čestného zástupce Marylandu ve Statuary Hall. Podle historika Gregory Stiversona Hanson nebyl jedním z předních vůdců revoluční éry v Marylandu. V roce 1975 historik Ralph Levering řekl, že „Hanson neměl být jedním ze dvou vybraných osobností Marylandu“, ale napsal, že Hanson „pravděpodobně přispěl k úspěchu americké revoluce stejně jako kterýkoli jiný občan Marylandu“  V 21. století zákonodárci Marylandu zvažovali nahrazení Hansonovy sochy ve Statuary Hall sochou Harriet Tubman.

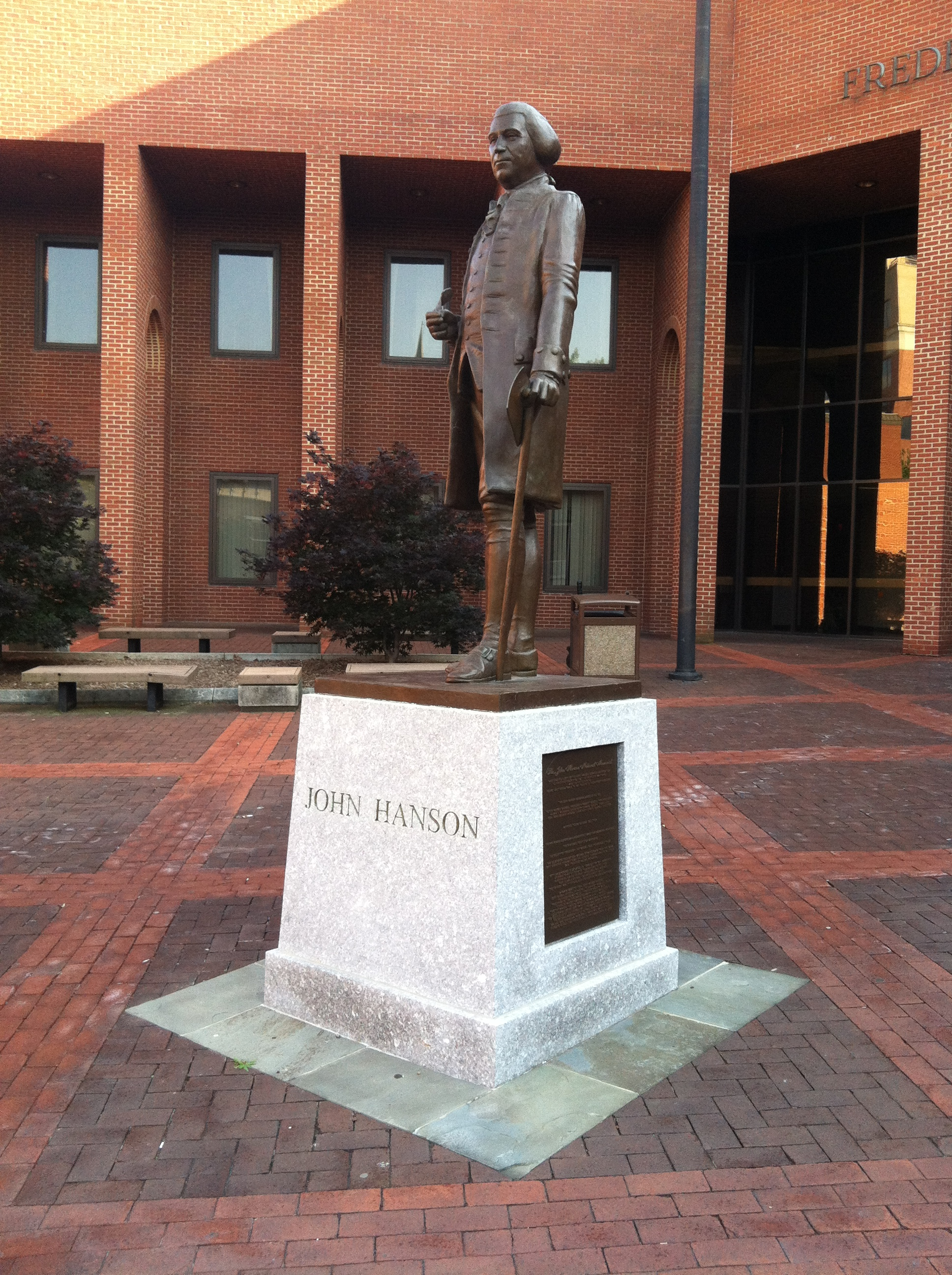
Socha Johna Hansona v soudní síňi v Marylandu ve Fredericku

Myšlenka, že Hanson byl opomíjeným prvním prezidentem Spojených států, byla dále propagována v životopise Johna Hansona z roku 1932 novinářem Seymourem Wemyssem Smithem. Smithova kniha tvrdila, že americká revoluce měla dva hlavní vůdce: George Washingtona na bojišti a Johna Hansona v politice. Smithova kniha, stejně jako kniha Douglase H. Thomase z roku 1898, byla jednou z řady psaných životopisů, jejichž cílem bylo propagovat Hansona jako „prvního prezidenta Spojených států“. Pokud jde o tento názor, historik Ralph Levering uvedl: „Nejedná se o životopisy profesionálních historiků; nejsou založeny na výzkumu primárních zdrojů.“  Podle historika Richarda B. Morrisa, pokud by měl být prezident Kongresu nazýván prvním prezidentem Spojených států, „daleko více by se toto označení hodilo pro Peytona Randolpha z Virginie, prvního prezidenta prvního a druhého kontinentálního kongresu, nebo pro Johna Hancocka, prezidenta Kongresu v době, kdy tento orgán vyhlásil nezávislost.“ Tvrzení, že Hanson byl neuznaným prezidentem Spojených států se znovu objevilo na internetu, někdy dokonce s novým tvrzením, že byl ve skutečnosti černoch; na podporu tohoto tvrzení byla použita fotografie jiné osoby, senátora Johna Hansona z Libérie.
V roce 1972 byl Hanson zobrazen na šesticentové americké poštovní známce, kde bylo uvedeno jeho jméno a portrét vedle slova „Patriot“. Historik Irving Brant kritizoval výběr Hansona pro tuto známku, argumentoval, že to byl výsledek “starého podvodu” propagovat Hansona jako prvního prezidenta Spojených států. V roce 1981 byl Hanson uveden na dvaceticentové poštovní známce v USA. Dálnice mezi Washingtonem D.C. a Annapolisem je pojmenována „John Hanson Highway“ na jeho počest. Střední škola v Oxon Hill a Waldorfu v Marylandu nesou jeho jméno. Bývalá spořitelna pojmenovaná po něm byla v roce 1990 sloučena s Industrial Bank of Washington, D.C.
V roce 1970 byl potomek Johna Hansona John Hanson Briscoe mluvčím Maryland House of Delegates (sněmovny delegátů), který prosadil, že 14. duben byl pojmenován „Den Johna Hansona“. V roce 2009 byla společnost „John Hanson Memorial Association“ pověřena vytvořením národního památníku Johna Hansona, vzděláváním Američanů o jeho životě a korigováním mnoha mýtů o něm napsaných. V památníku je socha prezidenta Johna Hansona a ukázka míst, kde ve Fredericku v Marylandu Hanson žil mezi lety 1769 a jeho smrtí v roce 1783. Mezi vedoucí pracovníky památníku patří prezident Peter Hanson Michael, viceprezident Robert Hanson a ředitel John C. Hanson. John Hanson Briscoe byl jeho ředitelem až do své smrti v roce 2014.